# Schnellepotential
Das Schnellepotential ist eine Schallfeldgröße in der Akustik. Ein Potential ist ein Skalarfeld, dessen Gradient eine vektorielle Feldgröße ergibt, in diesem Fall die Schallschnelle. Durch Verwendung des Schnellepotentials anstelle der Schnelle vereinfachen sich mathematische Methoden der Schallfeldberechnung.